# 200 p.n.e.
| [ Edytuj tabelę ] |                                                                        |
| Król Baktrii      | - 230 p.n.e. Eutydemos 200 p.n.e. - 200 p.n.e. Demetriusz I 190 p.n.e. |
| Król Bitynii      | - 229 p.n.e. Prusjasz I 182 p.n.e.                                     |
| Cesarz Chin       | - 202 p.n.e. Han Gaozu 195 p.n.e.                                      |
| Władca Egiptu     | - 204 p.n.e. Ptolemeusz V 180 p.n.e.                                   |
| Król Ilirii       | - 206 p.n.e. Pleuratos III 181 p.n.e.                                  |
| Król Kapadocji    | - 220 p.n.e. Ariarates IV 163 p.n.e.                                   |
| Władca Korei      | - 220 p.n.e. Jun 194 p.n.e.                                            |
| Król Macedonii    | - 221 p.n.e. Filip V 179 p.n.e.                                        |
| Król Numidii      | - 206 p.n.e. Masynissa 148 p.n.e.                                      |
| Król Partów       | - 217 p.n.e. Arsakes II 191 p.n.e.                                     |
| Władca Pergamonu  | - 241 p.n.e. Attalos I 197 p.n.e.                                      |
| Król Pontu        | - 220 p.n.e. Mitrydates III 185 p.n.e.                                 |
| Władca Seleucydów | - 223 p.n.e. Antioch III Wielki 187 p.n.e.                             |
| Król Sparty       | - 211 p.n.e. Pelops 199 p.n.e. - 207 p.n.e. Nabis 192 p.n.e.           |

Rok 200 p.n.e.
stulecia: III wiek p.n.e. ~
II wiek p.n.e. ~
I wiek p.n.e.

lata: 210 p.n.e. «
204 p.n.e. «
203 p.n.e. «
202 p.n.e. «
201 p.n.e. «
200 p.n.e. »
199 p.n.e. »
198 p.n.e. »
197 p.n.e. »
196 p.n.e. »
190 p.n.e.

## Wydarzenia
Europa
- Rozpoczęła się II wojna macedońska. Zdobycie Antipatrei przez Rzymian.
- Arystofanes z Bizancjum sporządził krytyczne wydanie dzieł Homera i Hezjoda.

Bliski Wschód
- W Babilonie pojawiły się pierwsze horoskopy. (data przybliżona)

Oceania
- Polinezyjczycy zasiedlili Tahiti. (data przybliżona)

## Urodzili się
- Kritolaos, hellenistyczny filozof
- Polibiusz, hellenistyczny historyk i dziejopis

## Zmarli
- Eutydemos I, król baktryjski